# Frederick Crayton Ainsworth
Frederick Crayton Ainsworth, ameriški general, kirurg in izumitelj, * 11. september 1852, † 5. junij 1934.
Najbolj je poznan kot generaladjutant Kopenske vojske ZDA med letoma 1904 in 1912.

## Življenjepis
Leta 1874 je diplomiral iz medicine na univerzi v New Yorku in novembra istega leta se je pridružil Medicinskemu korpusu Kopenske vojske ZDA kot pomočnik kirurga. Služil je na različnih postajah v Arkansasu in na jugozahodu ZDA. Leta 1885 je postal zapisnikar Preizkusnega odbora Kopenske vojske ZDA (Army Examining Board) in leta 1886 je postal vodja Divizije za arhiv in pokojnine (Record and Pension Division) v Pisarni generalnega kirurga (Surgeon General's Office). Zaradi velikega uspega pri reorganizaciji dela divizije je pritegnil pozornost javnosti in kongresa ZDA. Leta 1889 je bila divizija preoblikovana v divizijo Vojnega oddelka (War Department Division), pri čemer je prevzela nekatere dejavnosti pisarne generaladjutanta.Maja 1892 je vrnil čin majorja, kirurga in sicer, da je lahko dobil čin polkovnika in šefa Divizije za arhiv in pokojnine. Aprila 1904 je postal vojaški sekretar Oddelka za vojno ZDA (War Department); kmalu pa je prevzel še naziv in položaj generaladjutanta.
Zaradi spora s sekretarjem za vojno ZDA Henryja L. Stimsona glede imenovanja načelnika Generalštaba Kopenske vojske ZDA Leonarda Wooda mu je grozilo tudi vojno sodišče zaradi nepokorščine Posledično je raje zaprosil za upokojitev, kar so mu leta 1912 tudi omogočili.
V času mandata generaladjutanta je zaslužen med drugim tudi za publikacijo The War Of Rebellion: A Compilation of the Official Records of the Union and Confederate Armies, 1880–1901., enega najpomembnejših zgodovinopisnih del o ameriški državljanski vojni.
Umrl je 5. junija 1934 v Washingtonu, D.C. in bil nato pokopan na Nacionalnem pokopališču Arlington.

## Zanimivosti
Po njem so poimenovali ladjo USNS Fred C. Ainsworth (T-AP-181).

## Napredovanja
- stotnik, kirurg: november 1879
- major, kirurg: februar 1891
- polkovnik: maj 1892
- brigadni general: marec 1899
- generalmajor: april 1904